# Jit Bahadur Khatri Chhetri
Jit Bahadur Khatri Chhetri (sinh năm 1947) là một vận động viên điền kinh người Nepal. Ông từng thi đấu nội dung Marathon tại Thế vận hội Mùa hè 1972, nhưng không hoàn thành phần thi.